# Norra Mossebosjön
Norra Mossebosjön är en sjö i Gislaveds kommun i Småland och ingår i Nissans huvudavrinningsområde. Sjön är 4,7 meter djup, har en yta på 0,197 kvadratkilometer och befinner sig 170,1 meter över havet. Sjön avvattnas av vattendraget Mossebobäcken.

## Delavrinningsområde
Norra Mossebosjön ingår i det delavrinningsområde (637921-137292) som SMHI kallar för Mynnar i Nissan. Medelhöjden är 194 meter över havet och ytan är 8,93 kvadratkilometer. Det finns inga delavrinningsområden uppströms utan avrinningsområdet är högsta punkten. Mossebobäcken som avvattnar avrinningsområdet har biflödesordning 2, vilket innebär att vattnet flödar genom totalt 2 vattendrag innan det når havet efter 151 kilometer. Delavrinningsområdet består mestadels av skog (56 procent) och sankmarker (23 procent). Avrinningsområdet har 0,61 kvadratkilometer vattenytor vilket ger det en sjöprocent på 6,8 procent.

## Galleri

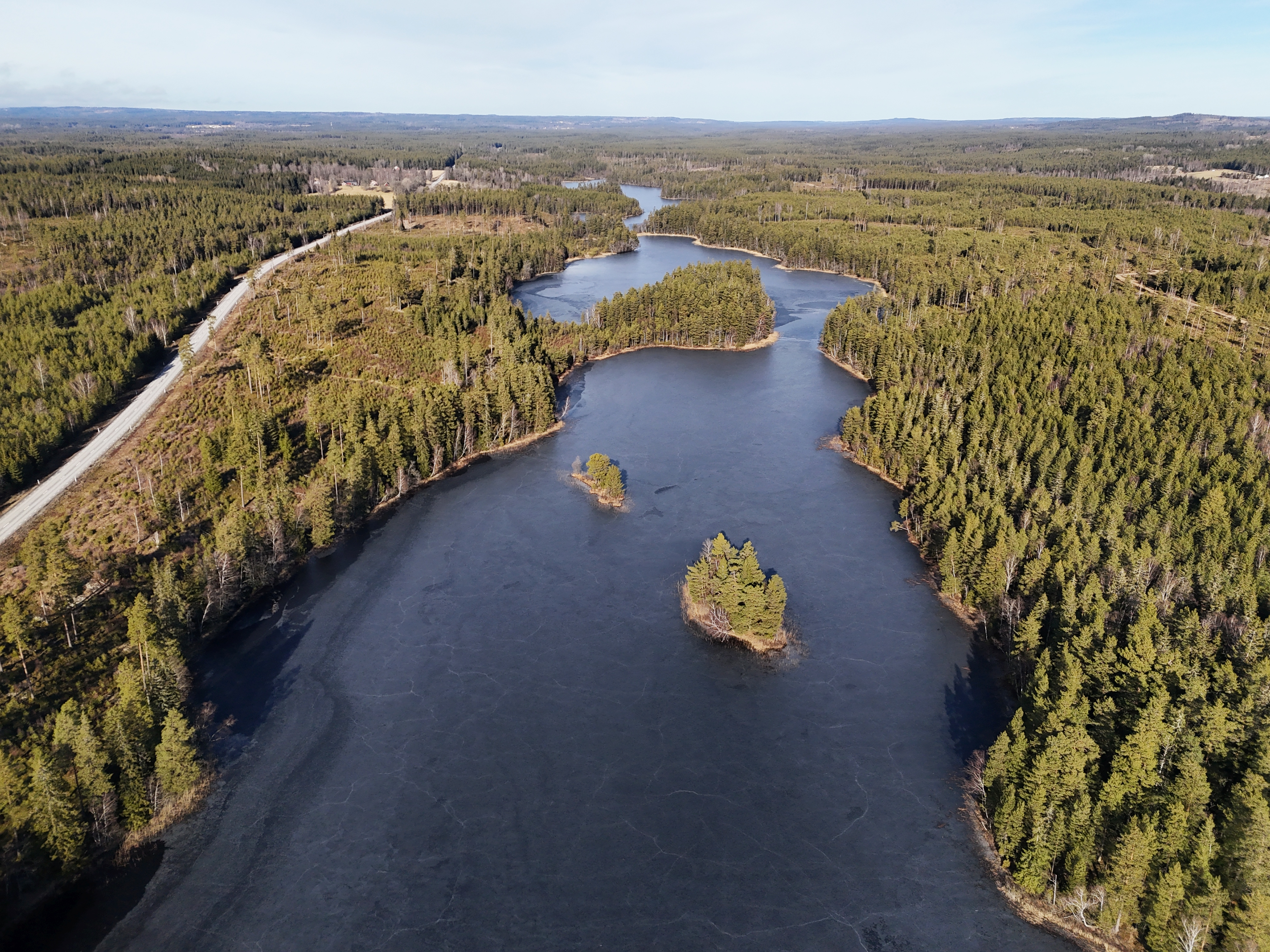
Sjön ligger öster om riksväg 26.